# Edwin Graves
Edwin Darius "Ed" Graves, Jr, född 10 juli 1897 i Chesapeake City, död 29 april 1986 i Scituate, var en amerikansk roddare.
Graves blev olympisk guldmedaljör i åtta med styrman vid sommarspelen 1920 i Antwerpen.